# 카르돌란
카르돌란(Cardolran)은 《실마릴리온》에 등장하는 국가다. 엘렌딜에 의해 건국된 아르노르 복동쪽 영역에서 갈라져 독립국으로 건국됐다.
태양의 3시대 861년 아르노르 국왕 에아렌두르가 죽은 후 그의 아들이 독립했다.
카르돌란이 지배하던 시절, 호빗이 에리아도르 일부에 진입하고 샤이어, 브리 등에 정착한다.
대역병에 의해 인구가 급격히 줄어들어 멸망하고 아라고른 2세가 즉위하기 전까지 대부분의 영역은 누구의 지배도 없는 땅이 되었다.
《반지의 제왕》에서는 호빗 일행이 여행 도중 이 구역을 지나갔다.